# Justizvollzugsanstalt Hof
Die Justizvollzugsanstalt Hof (kurz JVA Hof) liegt im Ortsteil Moschendorf in der kreisfreien Stadt Hof (Saale).

## Geschichte
Die JVA Hof wurde auf dem Areal in Moschendorf an der Stelzenhofstraße errichtet. Die Baumaßnahmen dauerten von 1969 bis 1973. Die Übergabe an die bayerische Justiz erfolgte am 16. März 1973.
Das von 1858 bis 1973 bestehende Gefängnis im ehemaligen Klarissinnenkloster in Hof wurde im Zuge dessen aufgelöst. Von 1979 bis 2018 war das Gefängnis eine Außenstelle der JVA St. Georgen-Bayreuth. Seit dem 1. Januar 2019 ist die JVA Hof eigenständig.

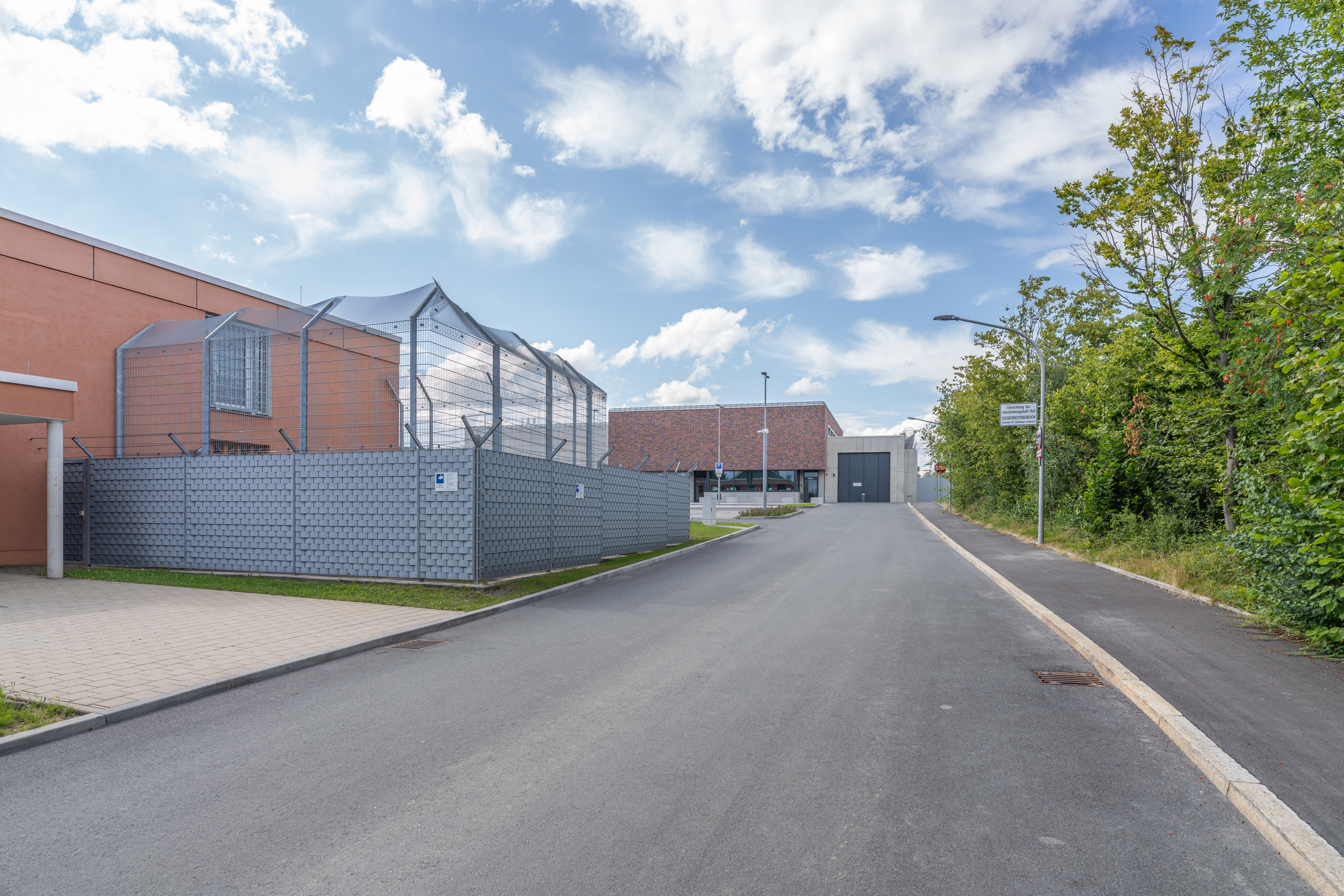
Die Abschiebungshafteinrichtung in Hof

Seit dem 25. Oktober 2021 ist die Abschiebehafteinrichtung (AHE) in Betrieb.

## Zuständigkeit
Die JVA ist zuständig für Freiheitsstrafen im Erstvollzug bis zu zwei Jahren aus dem Landgerichtsbezirk Hof. Des Weiteren ist sie zuständig für Freiheitsstrafen im Regelvollzug bis zu zwei Jahren aus den Landgerichtsbezirken Hof und Bayreuth.
Im Punkt Untersuchungshaft ist die JVA zuständig für männliche Gefangene aus dem Landgerichtsbezirk Hof.
Außerdem wird der Vollzug von Freizeit- und Kurzarrest von männlichen Arrestanten bis zu zwei Tagen aus den Amtsgerichtsbezirken Hof, Bayreuth und Wunsiedel gewährleistet.

## Vollzugsgestaltung
An der JVA gibt es den Wohngruppenvollzug. Dieser ist jedoch nur für Jugendliche und Heranwachsende möglich.
Es werden soziale Trainingsprogramme angeboten, wie etwa Konflikttraining, Gewaltprävention mit autogenem Training, Gesprächsgruppen, externe Suchtberatung, Selbsthilfegruppen, Ehe- und Partnerseminare und Bewerbungskurse.
Im Gebäude gibt es einen Musikraum. Des Weiteren können Gitarren ausgeliehen werden. Es kann gebastelt werden, Gefangene können Bücher aus der Anstaltsbücherei ausleihen, es gibt Theater- und Musikaufführungen.
Es können viele Sportarten betrieben werden, wie etwa Fußball, Volleyball, Basketball, Federball, Gymnastik, Laufsport, Kraftsport, Tischtennis und Schach.